# Ebertsheim
Ebertsheim là một đô thị thuộc huyện Bad Dürkheim, trong bang Rheinland-Pfalz, phía tây nước Đức. Đô thị Ebertsheim có diện tích 5,29 km², dân số thời điểm ngày 31 tháng 12 năm 2006 là 1373 người.